# Переліски (Полтавський район)
Перелі́ски — село в Україні, у Зіньківській міській громаді Полтавського району Полтавської області. Населення становить 39 осіб. До 2020 орган місцевого самоврядування — Власівська сільська рада.

## Географія
Село Переліски знаходиться на відстані 0,5 км від сіл Горобії та Соколівщина, за 1,5 км від міста Зіньків.

## Історія
1859 року у козацькому хуторі налічувалось 7 дворів, мешкало 15 осіб (8 чоловічої статі та 7 — жіночої).
12 червня 2020 року, відповідно до розпорядження Кабінету Міністрів України № 721-р «Про визначення адміністративних центрів та затвердження територій територіальних громад Полтавської області», село увійшло до складу Зіньківської міської громади.
19 липня 2020 року, в результаті адміністративно - територіальної реформи та ліквідації Зіньківського району, село увійшло до складу новоутвореного Полтавського району Полтавської області.

## Населення

### Мова
Розподіл населення за рідною мовою за даними перепису 2001 року:
| Мова       | Кількість | Відсоток |
| ---------- | --------- | -------- |
| українська | 37        | 94.87%   |
| російська  | 2         | 5.13%    |
| Усього     | 39        | 100%     |

## Відомі люди

### Народились
- Саранча Михайло Ксенофонтович — Герой Радянського Союзу, Почесний громадянин Зіньківщини (посмертно).